# Ліщук Володимир Савич
Володимир Савич Ліщук (20 травня 1939, с. Рохманів, нині Україна — 21 травня 2022, м. Тернопіль, Україна) — український тренер. Почесний громадянин міста Тернополя (2018).

## Життєпис
Володимир Ліщук 20 травня 1939 року в селі Рохманові, нині Шумської громади Кременецького району Тернопільської области України.
Закінчив Чортківське педагогічне училище (1957, нині гуманітарно-педагогічний фаховий коледж). Працював вчителем початкових класів, співів та англійської мови (1957—1965), завідувачем, організатором масових заходів в Шумському будинку піонерів та на Станції Юних Туристів (1965—1983); директором туристичного клубу при Шумському Будинку піонерів (1983—1987), гірськолижного клубу «Альпініст» добровільного фізкультурно-спортивного товариства профспілок Тернопільської обласної ради (1987—1989), Тернопільського спортивно-оздоровчого комплексу заводу «Сатурн» (1989—1996), Тернопільської гірськолижної дитячої спортивної школи (1996—2010), Тернопільської дитячо-юнацької спортивної школи «Екстрім» (2010—2014) та Тернопільської спеціалізованої дитячо-юнацької спортивної школи «Екстрім» (2014—2018).
Засновник Тернопільської гірськолижної дитячо-юнацької спортивної школи. Підготував 27 Майстрів спорту України.
Помер 21 травня 2022 року в місті Тернополі.

## Нагороди
- почесний громадянин міста Тернополя (2018);
- почесна грамота Міністерства освіти і науки України (2003);
- знак Тернопільського міського голови (2019).